# Vlag van Haulerwijk

Vlag van Haulerwijk

De vlag van Haulerwijk is de dorpsvlag dat aan de Friese plaats Haulerwijk werd toegekend door de gemeente Ooststellingwerf. De vlag werd in 1986 geregistreerd. Het ontwerp van de vlag is van de hand van de heer Piet Bultsma.

## Beschrijving
De beschrijving van de vlag is als volgt:
Drie even hoge banen, geel, rood en geel, met een groene broekingsdriehoek tot het midden van de vlag en daarin een gele snik.
De kleuren zijn afkomstig van het dorpswapen.

## Symboliek
- Rode baan: rood is de kleur van heide- en veengebied.[3]
- Groene broekingsdriehoek: verwijst naar het gedempte deel van de vaart in het dorp.[3]
- Snik: dit is een belangrijk vervoersmiddel geweest tussen Drachten en Assen.[3]

## Zie ook

Wapen van Haulerwijk